# Маделейн Рамберт
Маделейн Рамберт (на немски: Madeleine Rambert) е швейцарски психоаналитик.

## Биография
Родена е през 1900 година в Лозана, Швейцария, в семейството на пастор от евангелистка църква. Завършва за учителка и специализира в работа с умствено изостанали деца. Отваря сграда за работа с такива деца в Кроа-сюр-Ромейнмотие. След това премества заведението в Лозана и започва да учи психоанализа в Института Жан-Жак Русо.
Става анализант на Реймон дьо Сосюр, а супервайзерска анализа провежда с Филип Сарасин в Базел. През 1942 г. става член на Швейцарското психоаналитично общество. В работата си с деца използва терапията с кукли. Според Рамберт в лечението на детето има три фази: екстериоризация на конфликта, съзнателна реализация и елиминиране на невротичния конфликт, и ново обучаване.
Рамберт продължава своята дейност като обучава учители в школата Песталоци през 60-те и 70-те години. Тя е един от първите психоаналитици, занимаващи се с детска анализа в Швейцария.
Умира на 17 май 1979 година в Лозана на 79-годишна възраст.